# St. Dionysius (Welbergen)

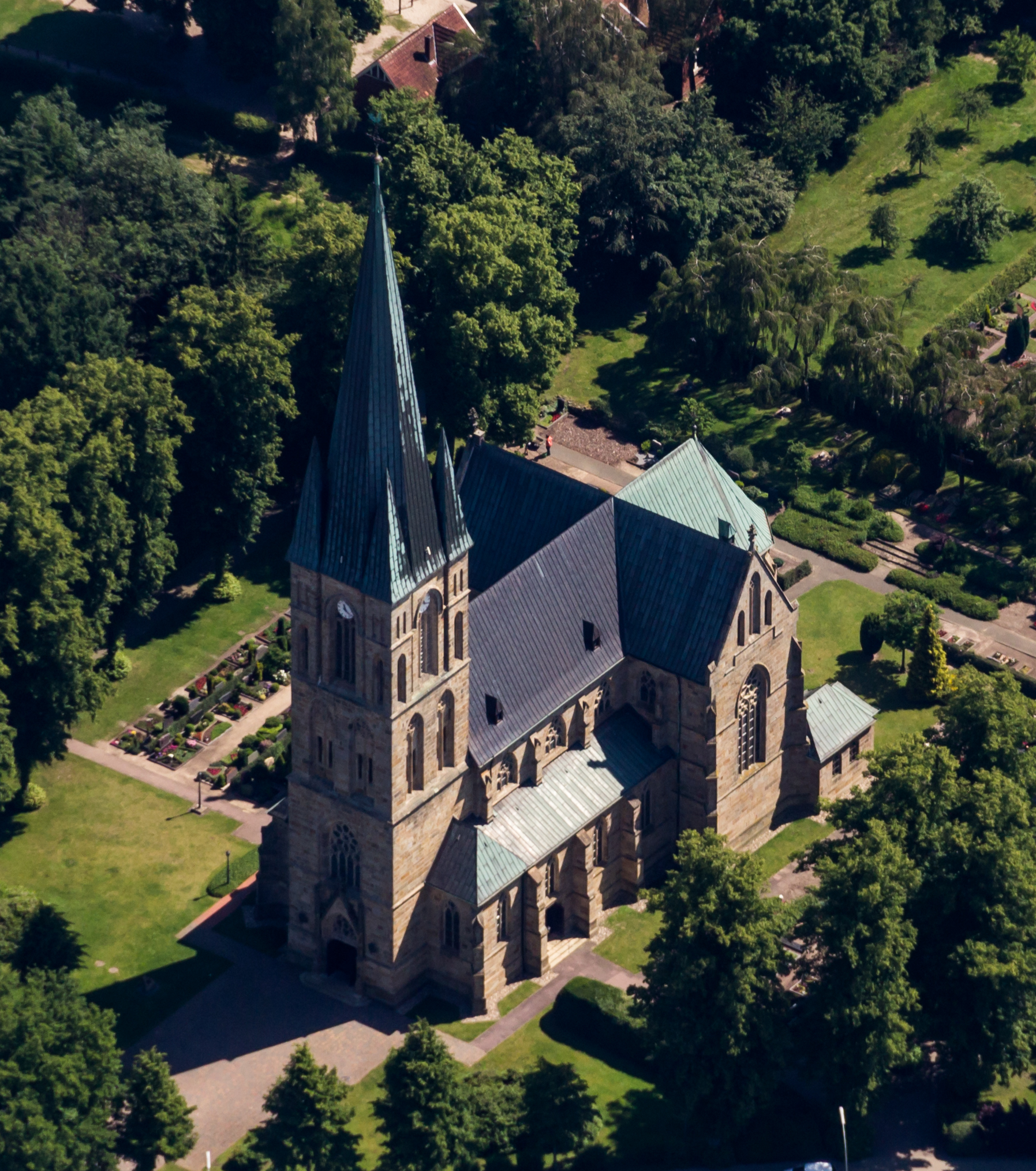
St. Dionysius (Welbergen)

Die römisch-katholische, denkmalgeschützte Filialkirche St. Dionysius steht in Welbergen, einem Stadtteil von Ochtrup im Kreis Steinfurt von Nordrhein-Westfalen. Sie gehört zur Pfarrei St. Lambertus im Dekanat Steinfurt des Bistums Münster. Bei ihrer Vollendung 1908 löste sie als Pfarrkirche die alte St.-Dionysius-Kirche ab, da diese für die gewachsene Gemeinde zu klein geworden war.

## Beschreibung

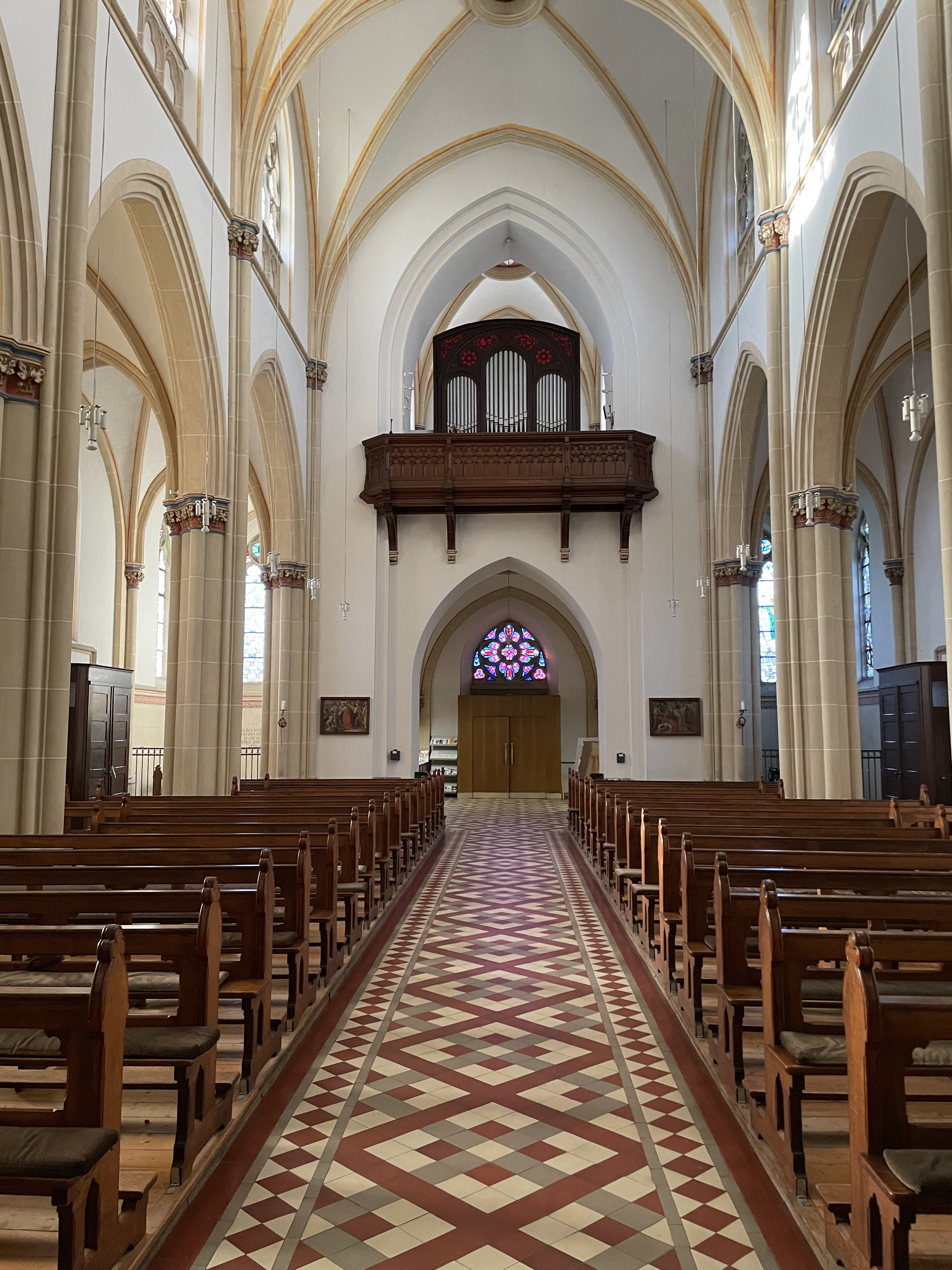
Innenraum mit historischer Breil-Orgel

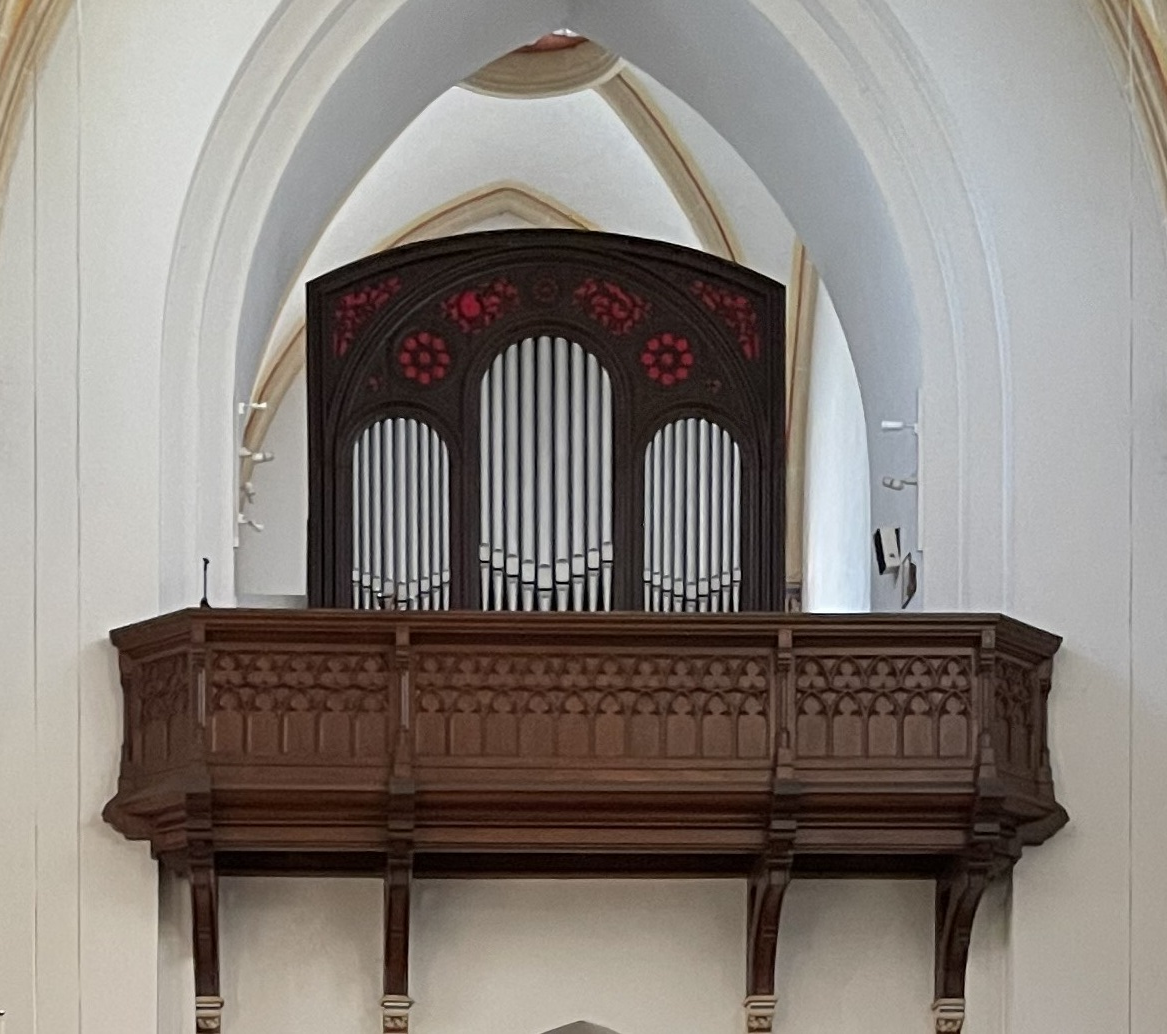
Orgelprospekt

Die neugotische Basilika mit einem Kirchturm im Westen, der halb von den Seitenschiffen des Langhauses umklammert wird, einem Querschiff und einem dreiseitig geschlossenen Chor in Breite des Mittelschiffs im Osten wurde 1906–08 nach Plänen des Architekten Aloys Wenking erbaut.
Der Innenraum von Langhaus und Querschiff sind mit einem Kreuzrippengewölbe überspannt. Die Vierung ist innen mit einem Sterngewölbe bedeckt. Sowohl die Seitenschiffe als auch das Mittelschiff im Bereich der Obergaden werden von Strebepfeilern gestützt, zwischen denen sich Maßwerkfenster befinden. Die Kirchenausstattung, wie z. B. der Hochaltar, stammt aus der Bauzeit.
Die Orgel ist ein Werk des Dorstener Orgelbauers Franz Breil aus dem Jahr 1923 und verfügt über 20 Register. Sie wurde zuletzt 2020 überholt  und ist unverändert erhalten.